# Salma Hayek
Salma Valgarma Hayek-Pinault z domu Hayek Jiménez (ur. 2 września 1966 w Coatzacoalcos) – meksykańsko-amerykańska aktorka, reżyserka i producentka filmowa.

## Dzieciństwo
Salma Hayek urodziła się 2 września 1966 w mieście Coatzacoalcos, w stanie Veracruz w Meksyku. Jest córką Diany Jiménez Mediny, śpiewaczki operowej i Samiego Hayek Domingueza związanego z przemysłem petrochemicznym, ma brata Samiego. Przodkowie ojca Salmy pochodzą z Libanu, a matki z Hiszpanii. Jej imię wywodzi się z języka arabskiego, gdzie słowo „salama” (w arab.: سلمى) oznacza pokój albo bezpieczeństwo. Salma Hayek, jak i jej rodzina są wyznania katolickiego. W wieku 12 lat na własną prośbę została wysłana do Stanów Zjednoczonych do Grand Coteau, w stanie Luizjana, gdzie rozpoczęła naukę w katolickiej szkole Akademia Sacred Heart. Tam też zdiagnozowano u niej dysleksję. Dwa lata później została wydalona ze szkoły, ze względu na niestosowne zachowanie. Między innymi przestawiła w szkole wszystkie zegary o trzy godziny do tyłu. Wróciła do Meksyku, gdzie kontynuowała naukę. Salma Hayek po skończeniu szkoły dostała się na jeden z lepszych uniwersytetów meksykańskich – Uniwersytet Iberoamerykański, gdzie studiowała stosunki międzynarodowe. Jednakże wkrótce porzuciła studia i rozpoczęła karierę aktorską.

## Kariera
Salma Hayek jeszcze podczas studiów uczęszczała na zajęcia z aktorstwa. Swoją karierę zaczęła od gry w lokalnym teatrze, gdzie występowała między innymi w przedstawieniu dla dzieci o Alladynie – Aladino y la lámpara maravillosa. Jej pierwszą rolą na ekranie była rola Fabioli w meksykańskiej telenoweli Nuevo Amanecer. Jednakże status meksykańskiej top gwiazdy przyniosła jej dopiero rola Teresy w telenoweli Teresa emitowanej w 1990. Po zakończeniu emisji tej telenoweli zrezygnowała z pracy w telewizji i powróciła na scenę meksykańskiego teatru. Jednakże marząc o międzynarodowej karierze, postanowiła w 1991 wyjechać do Stanów Zjednoczonych do Los Angeles w Kalifornii.
W Meksyku Salma Hayek była już uznaną gwiazdą, lecz w Los Angeles musiała zacząć karierę od początku. Uczęszczała na zajęcia do szkoły aktorskiej Stelli Adler, szkoliła swój język angielski. Początkowo grała w podrzędnych rolach. W 1995 zagrała Carolinę u boku Antonia Banderasa w filmie Desperado, dzięki czemu zaistniała w Stanach Zjednoczonych. W 2000 Salma Hayek założyła wytwórnię filmową Ventanarosa, która zajmuje się produkcją filmów i seriali. W kolejnych latach zagrała m.in. w Dogmie, Polubić czy poślubić oraz Bardzo dzikim zachodzie. Jej życiowa rola to Frida z 2002. W filmie tym zagrała meksykańską malarkę Fridę Kahlo. Potem zagrała jeszcze w drugiej części Desperado oraz w komedii kryminalnej Po zachodzie słońca (2004).
W lutym 2004 Hayek została międzynarodową twarzą firmy kosmetycznej Avon. Produkty reklamowane przez Hayek należą głównie do serii zapachów Today Tomorrow Always.
Zasiadała w jury konkursu głównego na 58. MFF w Cannes (2005).
Pod koniec marca 2021 poinformowano o obsadzeniu Salmy Hayek w filmie Dom Gucci opowiadającym historię zabójstwa Maurizio Gucciego – wnuka potentata branży modowej Guccio Gucciego. Salma Hayek zagra w nim rolę Piny Auriemmy oskarżonej o współudział w zabójstwie. U boku Salmy Hayek pojawią się także Al Pacino, Jeremy Irons czy Jared Leto.

## Życie prywatne

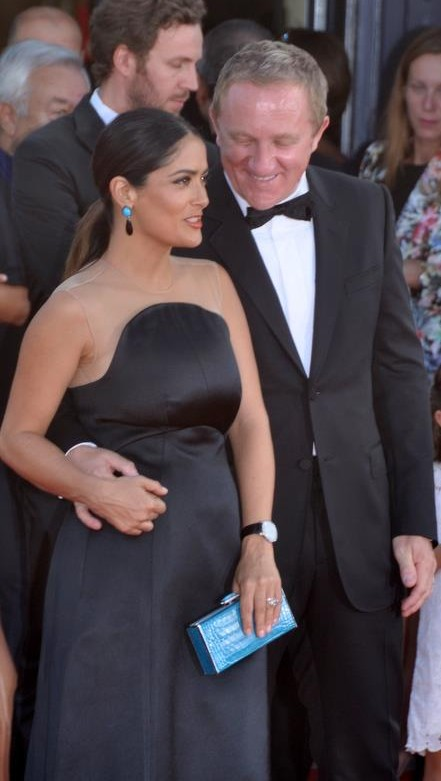
Hayek i François-Henri Pinault (Deauville, 2012)

Salma Hayek mówi płynnie czterema językami: angielskim, hiszpańskim, portugalskim i arabskim.
Aktorka była związana m.in. z Edwardem Nortonem i Joshem Lucasem. Od maja 2006 roku pozostaje w związku z François-Henri Pinault – prezesem firmy PPR i właścicielem klubu piłkarskiego Stade Rennais, synem miliardera François Pinaulta. 21 września 2007 roku przyszła na świat ich córka – Valentina Paloma. W walentynki 2009 roku w paryskim ratuszu wzięli skromny ślub cywilny. O ślubie wiedzieli jedynie najbliżsi przyjaciele i rodzina. 25 kwietnia 2009 w gmachu opery La Fenice w Wenecji para ponownie się pobrała. Tym razem ceremonia była oficjalna i wystawna, a wśród 150 gości znaleźli się m.in. Penélope Cruz, Ashley Judd, Antonio Banderas, Charlize Theron i Edward Norton. Wesele było utrzymane w konwencji karnawału, wszyscy goście mieli czarne i złote maski weneckie. Natomiast przyjęcie weselne odbyło się w Palazzo Grassi.
Salma Hayek jest również zaangażowana w działalność charytatywną. W szczególności działa ona na rzecz zwiększenia świadomości o przemocy wobec kobiet oraz przeciwko dyskryminacji imigrantów. W lutym 2006 roku przekazała 25 000 $ na schronisko dla maltretowanych kobiet w jej rodzinnym Coatzacoalcos oraz 50 000 $ na rzecz stowarzyszeń walczących z przemocą w rodzinie.
Posiada obywatelstwa: Meksyku, Stanów Zjednoczonych oraz Francji, które otrzymała po ślubie z jej francuskim mężem Françoisem-Henrim Pinaultem.

## Filmografia

### Aktorka
- Un nuevo amanecer (1988) jako Fabiola
- Teresa (1989) jako Teresa
- Życie jak sen (Dream On, 1992) jako Carmela
- Moje szalone życie (Mi vida loca, 1993) jako Donna
- The Sinbad Show (1993) jako Gloria Contreras
- El Vuelo del Águila (1994) jako Juana Cata
- Wyścigowcy (Roadracers, 1994) jako Donna
- Cztery pokoje (Four Rooms, 1995) jako tańcząca dziewczyna w telewizji
- Desperado (1995) jako Carolina
- Czysta gra (Fair Game, 1995) jako Rita
- Zaułek cudów (El callejón de los milagros, 1995) jako Alma
- Follow Me Home (1996)
- Ścigani (Fled, 1996) jako Cora
- Od zmierzchu do świtu (From Dusk Till Dawn, 1996) jako Santanico Pandemonium
- Polubić czy poślubić (Fools Rush In, 1997) jako Isabel Fuentes
- Dzwonnik z Notre Dame (The Hunchback, 1997) jako Esmeralda
- Sistole Diastole (1997) jako Carmelita
- Szaleństwa miłości (Breaking Up, 1997) jako Monica
- Zakochany Valentino (The Velocity of Gary, 1998) jako Mary Carmen
- Oni (The Faculty, 1998) jako siostra Harper
- Klub 54 (54, 1998) jako Anita Randazzo
- Bardzo dziki zachód (Wild Wild West, 1999) jako Rita Escobar
- Dogma (1999) jako Serendipity
- Nie ma kto pisać do pułkownika (El coronel no tiene quien le escriba, 1999) jako Julia
- Traffic (2000) jako Rosario
- Łańcuch szczęścia (Chain of Fools, 2000) jako sierżant Meredith Kolko
- Co za życie (Gran vida, La, 2000) jako Lola
- Timecode (2000) jako Rose
- Hotel (2001) jako Charlee Boux
- Czas motyli (In the Time of the Butterflies, 2001) jako Minerva
- Frida (2002) jako Frida Kahlo
- V-Day: Until the Violence Stops (2003) jako ona sama
- Pewnego razu w Meksyku: Desperado 2 (Once Upon a Time in Mexico, 2003) jako Carolina
- Mali agenci 3D: Trójwymiarowy odjazd (Spy Kids 3-D: Game Over, 2003) jako Cesca Giggles
- Po zachodzie słońca (After the Sunset, 2004) jako Lola Burdette
- Samotne serca (Lonely Hearts, 2006) jako Martha Beck
- Pytając o miłość (Ask the Dust, 2006) jako Camilla Lopez
- SexiPistols (Bandidas, 2006) jako Sara
- Across the Universe (2007) jako Bang Bang Shoot Shoot Nurse – śpiewająca pielęgniarka
- Asystent wampira (Cirque du Freak: The Vampire’s Assistant, 2009) jako madame Truska
- Duże dzieci (Grown Ups, 2010) jako Roxanne Chase-Feder
- Kot w butach (Puss in Boots, 2011) jako głos Kitty Softpaws w angielskiej wersji językowej filmu
- Americano (2011) jako Lola
- Życie to jest to (La chispa de la vida, 2011) jako Luisa
- Piraci! (The Pirates! In an Adventure with Scientists, 2012) jako głos Cutlass Liz w angielskiej wersji językowej filmu
- Savages: Ponad bezprawiem (Savages, 2012) jako Elena Sánchez
- Mocne uderzenie (2012) jako Bella Flores
- Jeszcze większe dzieci (2013) jako Roxanne Chase-Feder
- Everly (2014) jako Everly
- Pentameron (Il racconto dei racconti, 2015) jako królowa Longtrellis
- Dom Gucci (House of Gucci, 2021) jako Pina Auriemma
- Bodyguard i żona zawodowca (The Hitman’s Wife’s Bodyguard, 2021) jako Sonia Kincaid
- Eternals (2021) jako Ajak

### Aktorka gościnnie
- Nurses (1992) jako Yolanda Cuevas
- Street Justice (1992) jako Andrea
- Action (1999) jako ona sama
- Czarne lustro (odcinek Joan jest okropna, 2023) jako ona sama[14]

### Reżyser
- Zdarzył się cud (The Maldonado Miracle, 2003)

### Producent
- Frida (2002)
- Murphy’s Law (2005)

### Producent wykonawczy
- Czas motyli (In the Time of the Butterflies, 2001)
- Zdarzył się cud (The Maldonado Miracle, 2003)
- Brzydula Betty (2006)

## Nagrody
- 1995: Desperado (nominacja), Saturn – najlepsza aktorka drugoplanowa
- 1999: Dogma, Bardzo dziki Zachód (nominacja), Złota Malina – najgorsza aktorka drugoplanowa
- 2002: Frida (nominacja), Złoty Glob – najlepsza aktorka w dramacie
- 2002: Frida, Nagroda Gildii Aktorów Ekranowych – wybitny występ aktorki w roli pierwszoplanowej
- 2002: Frida (nominacja), BAFTA – najlepsza główna rola kobieca
- 2002: Frida (nominacja), Oscar – najlepsza aktorka